# ماه و شش پشیز
ماه و شش پشیز (به انگلیسی: The Moon and Sixpence) نام یک کتاب ادبی است که توسط ویلیام سامرست موآم، نویسندهٔ اهل انگلستان نوشته شده‌است.